# Jean-Marie Goasmat
Jean-Marie Goasmat (* 28. März 1913 in Camors; † 21. Januar 2006 in Pluvigner) war ein französischer Radrennfahrer.

## Sportliche Laufbahn
Goasmat war im Straßenradsport aktiv. Von 1934 bis 1951 war er Berufsfahrer. Sein bedeutendster Erfolg war der Sieg auf der 8. Etappe der Tour de France 1936. 1934 gewann er den Boucles de l’Aulne, 1935 den Grand Prix de la Pentecôte. 1937 wurde er Gesamtsieger der Tour de l’Ouest, 1938 war er im Eintagesrennen Paris–Camembert erfolgreich. 1941 und 1942 siegte er im Rennen Trophée des Grimpeurs. Das Einzelzeitfahren Grand Prix des Nations gewann er 1942. In der Luxemburg-Rundfahrt holte er 1950 einen Etappensieg, im Critérium du Dauphiné 1951. 1938 und 1943 wurde Goasmat Zweiter in der Trophée des Grimpeur, 1945 im Boucles de l’Aulne.
Die Tour de France fuhr er achtmal. 1936 wurde er 28., 1937 18., 1938 11., 1947 9., 1949 22., 1950 35. und 1951 21. 1948 kam er nicht ins Ziel. Im Giro d’Italia 1938 wurde er 18. im Endklassement.
Jedes Jahr findet Mitte August in Pluvigner ein Radrennen „Grand Prix Jean-Marie Goasmat“ statt.